# Водный транспорт (газета)
«Водный транспорт» — советская и российская отраслевая газета. Издатель: Российская палата судоходства (при поддержке ГУМРФ имени адмирала С. О. Макарова, ЗАО «Азово-Донское пароходство», ГМУ имени адмирала Ф. Ф. Ушакова).
Ранее издателем были: Министерство морского флота СССР, Министерство речного флота РСФСР, ЦК Профсоюза рабочих морского и речного флота. Основана в 1932 году, закрыта в 2009 году, возобновлена в 2011 году. Награждена орденом Трудового Красного Знамени (1982).
Языки: английский, русский.

## История
Предшественник — газета «Известия областного Управления водным транспортом Московско-Окского бассейна», начавшийся издаваться в 1918 году.
Первый номер вышел 30 января 1932. Место изд.: 1932, № 1 (30 янв.) — 2009, № 7/8 (10140) (июнь) Москва 2014, № 4 (12937) (15 апр.) — Санкт-Петербург.
С июля 1940 по январь 1943 и с апреля 1943 по апрель 1953 издавалась отдельно для моряков («Морское издание», в других источниках «Морской флот») и для речников («Речное издание»).
За большой вклад в развитие и совершенствование отрасли в 1982 году газета награждена орденом Трудового Красного Знамени.

## Сотрудники
В 1932 году сотрудники закрытой «Рабочей газеты» перешли во вновь образованную редакцию газеты «Водный транспорт».

### Главные редакторы
- 1959—1962 — Колесов, Николай Владимирович

### Журналисты, авторы статей
Веллер, Михаил Иосифович, Панков, Анатолий Семёнович, Мезенцев, Владимир Георгиевич, Франюк, Владимир Анисимович.

## Подзаголовки газеты
- 1932, № 1 — 1934, № 245 Орган Наркомвода СССР и ЦК Профсоюза водников 1934, № 246—1993, № 49 Орган Наркомвода СССР и ЦК профсоюзов работников речного и морского транспорта
- 1939, № 50 — 1940, № 90 Орган Народного комитета речного флота СССР, Народного комитета морского флота СССР и ЦК профсоюзов работников речного и морского транспорта
- 1940, № 1 — 1941, № 26 Орган Народного комитета речного флота СССР и ЦК Профсоюза работников речного транспорта
- 1941, № 51 — 94 Орган Народного комитета речного флота СССР, Народного комитета морского флота СССР и ЦК профсоюзов рабочих речного и морского транспорта
- 1941, № 95 — 1942, № 36 Орган Народного комитета речного флота СССР и ЦК Профсоюза рабочих речного транспорта
- 1942, № 37 — 1943, № 12 Орган Народного комитета речного флота СССР, Народного комитета морского флота СССР и ЦК профсоюзов рабочих речного и морского транспорта
- 1943, № 13 — 1953, № 26 Орган Министерства речного флота СССР и ЦК Профсоюза рабочих речного транспорта
- 1953, № 1 — 1954, № 103 Орган Министерства морского и речного флота СССР и ЦК Профсоюза рабочих морского и речного флота
- 1954, № 104—1956, № 64 Орган Министерства морского флота СССР и ЦК Профсоюза рабочих морского и речного флота
- 1956, № 68 — 1990, № 151 Орган Министерства морского флота СССР, Министерства речного флота РСФСР и ЦК профсоюза рабочих морского и речного флота
- 1991, № 1 — 150 Всесоюзная газета
- 1992, № 1 (янв.) — 2001, № 24 (б. д.) Еженедельная газета «Водный транспорт» = International weekly
- 2008, № 1 — 2009, № 7/8 Газета Ассоциации судоходных компаний
- 2014, № 4 — Отраслевая газета